# Aquí la Tierra
Aquí la Tierra es un programa de televisión español estrenado el 27 de mayo de 2014 en La 1 de Televisión Española. Es presentado por Jacob Petrus de lunes a viernes y por Quico Taronjí e Isabel Moreno los domingos. 
Este formato emitido de forma diaria de domingo a viernes, es un magacín divulgativo que trata la influencia de la climatología y la meteorología tanto a nivel personal como global.

## Historia
A finales de abril de 2014, La 1 anunció el fin de la segunda edición del programa Corazón presentado por Elena S. Sánchez, debido a que sus datos de audiencia no convencían a los directivos de la cadena. Por ello, TVE pensó en sustituirlo por un magacín de divulgación centrado en la influencia de la climatología y la meteorología. 
Así llegó Aquí la Tierra presentado por Jacob Petrus, que se estrenó el 27 de mayo de 2014 a las 20:30.
Debido a que es el programa más visto de las tardes de La 1, desde el 12 de marzo de 2017 también se emite los domingos entre las 20:30 y las 21:00, siendo presentado por Quico Taronjí e Isabel Moreno. Desde el 3 de octubre de 2022 al 2 de noviembre de 2022, el programa pasa a durar 60 minutos de lunes a viernes, comenzando a las 20:00 y finalizando a su hora habitual: las 21:00. Con el paso de las semanas, su duración se va reduciendo progresivamente y desde diciembre de 2022, recupera la duración que tenía hasta antes del cambio.

## Audiencias
Al principio el programa obtuvo pobres datos de audiencia que andaban en torno al medio millón de espectadores, datos que mantuvo durante toda la primera temporada. Con el comienzo de la temporada 2014/2015 el programa logró subir los datos, comenzando a rozar el millón de espectadores e incluso rebasar esa barrera.
| Temporada | Estreno      | Final          | Audiencia media | Audiencia media   |
| Temporada | Estreno      | Final          | Espectadores    | Cuota de pantalla |
| --------- | ------------ | -------------- | --------------- | ----------------- |
| 1.ª       | Mayo de 2014 | Agosto de 2014 | 541.000         | 5,9%              |
| 2.ª       | 2014         | 2015           | 912.000         | 7,2%              |
| 3.ª       | 2015         | 2016           | 1.215.000       | 9,6%              |
| 4.ª       | 2016         | 2017           | 1.490.000       | 11,9%             |
| 5.ª       | 2017         | 2018           | 1.640.000       | 12,0%             |
| 6.ª       | 2018         | 2019           | 1.394.000       | 10,9%             |
| 7.ª       | 2019         | 2020           | 1.443.000       | 11,0%             |
| 8.ª       | 2020         | 2021           | 1.301.000       | 9,6%              |
| 9.ª       | 2021         | 2022           | 1.219.000       | 10,4%             |
| 10.ª      | 2022         | 2023           | 1.116.000       | 10,2%             |
| 11.ª      | 2023         | 2024           |                 |                   |

## Premios
- Premio Biocultura 2015 de Periodismo en Televisión.
- Premio 2016 de la Sociedad Geográfica Española, por conseguir que la geografía ocupe horarios de máxima audiencia en televisión, haciéndola popular y accesible.[9]
- Premio Ondas 2017 al Mejor programa de entretenimiento.[10]
- Antena de Oro 2017.
- Premio ¡Bravo! 2018.
- Premio Zapping 2019.
- Premio a la Excelencia Picota del Jerte 2022.
- Premio Nacional de Hostelería 2024, en la categoría de Difusión y Comunicación, otorgado por la Confederación Empresarial de Hostelería de España. [11]
- Premio METRAE 2024, que otorga la Confederación de Mercados Tradicionales de Abastos de España (METRAE) en la categoría de mejor reportaje periodístico “por su labor de divulgación y por ser un excelente embajador de los mercados municipales y plazas de abastos de España”. [11]